# Encomienda (Puebla de Trives)
Encomienda (llamada oficialmente Santo Antonio da Encomenda) es una parroquia y un lugar del municipio español de Puebla de Trives, en la provincia de Orense, Galicia.

## Toponimia
La parroquia también es conocida por los nombres de San Antonio de Encomenda y San Antonio de Encomienda.

## Organización territorial
La parroquia está formada por quince entidades de población, constando seis de ellas en el nomenclátor del Instituto Nacional de Estadística español:
- A Lama
- Arrotea Abajo (A Arrotea de Abaixo)
- Arrotea Arriba (A Arrotea de Arriba)
- Cazapedo (O Cazapedo)
- Encomienda (A Encomenda), que abarca los lugares de:
  - Aceboso (Acevoso)
  - Casares (Os Casares)
  - Os Carballos
  - Santa Ana
  - Souto (O Souto)
- Filgueira
- Penedo (O Penedo)
- Portea (A Portela)
- San Antonio (Santo Antonio)
- San Cosme (San Cosmede)

## Demografía
Gráfica demográfica del lugar y parroquia de Encomienda según el INE español:
| Gráfica de evolución demográfica de Encomienda entre 2000 y 2023 |
|                                                                  |
| Datos según el nomenclátor publicado por el INE.                 |